# ماناكور ديل فايي
بلدية مَنكور ديل فايي (بالإسبانية: Mancor del Valle) هي بلدية تقع في منطقة جزر البليار شرق إسبانيا.

## الديموغرافيا
بلغ عدد سكان بلدية مَنكور ديل فايي 1.324 نسمة عام 2011 (وفقاً للمعهد الوطني للإحصاء الإسباني).
| 903 | 932 | 943 | 980 | 903 | 1.199 | 1.324 |